# 埃利希海姆
埃利希海姆是德国巴登-符腾堡州的一个市镇。总面积6.19平方公里，总人口2707人，其中男性1381人，女性1326人（2011年12月31日），人口密度437人/平方公里。